# St. Paul (Oregón)
St. Paul es una ciudad ubicada en el condado de Marion en el estado estadounidense de Oregón. En el año 2000 tenía una población de 354 habitantes y una densidad poblacional de 471 personas por km².

## Geografía
St. Paul se encuentra ubicada en las coordenadas 44°12′0″N 122°58′0″O / 44.20000, -122.96667.

## Demografía
Según la Oficina del Censo en 2000 los ingresos medios por hogar en la localidad eran de $43,750 y los ingresos medios por familia eran $55,000. Los hombres tenían unos ingresos medios de $39,583 frente a los $25,357 para las mujeres. La renta per cápita para la localidad era de $19,144. Alrededor del 11.3% de la población estaban por debajo del umbral de pobreza.